# Elna Nilsson (konstnär)
Elna Margareta Nilsson, född 29 september 1910 i Grums, död 16 maj 1994, var en svensk målare och tecknare.

## Biografi
Nilsson studerade vid Tekniska skolan i Stockholm 1927–1929 samtidigt som hon bedrev hon studier vid Konsthögskolan i olika kortkurser. I mitten av 1930-talet studerade hon två terminer vid Slöjdföreningens skola i Göteborg och för Nils Nilsson vid Valands målarskola 1942–1944. Hon hade separatutställning i bland annat Stockholm och Göteborg, bland samlingsutställningarna kan nämnas julutställningen på Göteborgs konsthall 1933 och Svensk treklang i De ungas salong 1945.
Nilssons konst består av fantasibetonade figurkompositioner i olika tekniker. Hon finns representerad på Göteborgs högre samskola samt på Nya yrkesskolan i Åbo[förklaring behövs]. Nilsson är begravd i minneslunden på Västra kyrkogården i Göteborg.